# Guglielmo Berchet
Guglielmo Berchet (Venezia, 3 giugno 1833 – Mestre, 15 giugno 1913) è stato un patriota, politico e storico italiano.

## Biografia
Nipote di Giovanni Berchet, appena quindicenne (1848) difese Venezia assediata dagli austriaci. Più tardi frequentò l'Università di Padova e, nonostante il conseguimento della laurea in giurisprudenza, si dedicò alla ricerca storica. Grazie all'amicizia con Niccolò Barozzi, entrò a far parte di un gruppo di studiosi che, spronati dall'abate Rinaldo Fulin, si accingevano a riscrivere la storia di Venezia, sino ad allora alterata da tradizioni e fraintendimenti, sulla base di indiscusse fonti archivistiche.
Il suo più rilevante lavoro fu l'edizione dei Diari di Marin Sanudo, alla quale, tra l'altro, accompagnò una prefazione.
Dal 1866 al 1875 diresse la Gazzetta di Venezia.
Per quanto riguarda la politica, fu consigliere comunale e assessore a Venezia, Mestre e Mogliano Veneto.

## Opere principali
- Prefazione ai Diarii di Marino Sanuto, Venezia 1879-1902, pubblicati a cura di Rinaldo Fulin, Federico Stefani, Nicolò Barozzi, Guglielmo Berchet e Marco Allegri (e-book consultabile in internet su www.liberliber.it)
- I Malatesta a Venezia, Tipografia del Commercio, Venezia 1862;
- La Repubblica di Venezia e la Persia, Tipografia G. B. Paravia, Torino, 1865 (ebook su Progetto Gutenberg);